# Saint-Pôtan
Saint-Pôtan (tiếng Breton: Sant-Postan) là một xã của tỉnh Côtes-d'Armor, thuộc vùng Bretagne, tây bắc Pháp.

## Dân số
Người dân ở Saint-Pôtan được gọi là Pôtanais.